# Batizovský žľab
Batizovský žľab (polsky Batyżowiecki Źleb) je strmý žlab na jihozápadním úbočí Gerlachovského štítu ve Vysokých Tatrách. Nachází se ve výšce mezi 2200 – 2600 m n. m. Jeho dolní sráz je zajištěn umělými pomůckami a bývá označován jako Batizovská próba. Jeho horní část je téměř na úrovni samotného štítu. Svah má sklon asi 30°, v horní části, kde se spojuje s cestou z Velické próby a Krčmárova žľabu, má sklon 45° až 50°.